# دوري الدرجة الأولى الأرجنتيني 1922
دوري الدرجة الأولى الأرجنتيني 1922 (بالإسبانية: Campeonato de Primera División 1922)‏ هو الموسم 31 من دوري الدرجة الأولى الأرجنتيني. أشرف على تنظيمه اتحاد الأرجنتين لكرة القدم، وكان عدد الأندية المشاركة فيه 17، وفاز فيه هوراكان.